# Palazzo Stefano De Mari
Il palazzo Stefano De Mari è un edificio storico italiano, collocato in via San Luca  5, nel centro storico di Genova. È uno dei Palazzi dei Rolli designati, al tempo della Repubblica di Genova, a ospitare gli ospiti di alto rango per conto del governo, durante le visite di stato.
L'edificio è fra i 42 palazzi dei rolli selezionati e dichiarati Patrimonio dell'umanità dall'UNESCO il 13 luglio 2006.

## Storia e descrizione
Il palazzo è attestato in posizione baricentrica tra la sede dell'albergo Spinola e quello dei De Mari di Banchi; costruito nel XVI secolo su preesistenze medievali degli Spinola, è inserito nei rolli dal 1588, associato alla famiglia De Mari.
Stefano De Mari, il nome più frequentemente imbussolato, fu un nobile spesso in corsa per il dogato, conferitogli poi nel 1663; egli appartiene a una famiglia legata alla Spagna e a Napoli attraverso affari e commerci.
I legami con la città partenopea sono palesati dal titolo di principe Acquaviva di Napoli che spetta a Carlo, nipote di Stefano e anche al proprietario del palazzo nel 1798, così come si evince dall'estimo.
Il monumentale portale tardo cinquecentesco conduce a un atrio ristrutturato nel XIX secolo in cui vi è una targa che ricorda un episodio della Resistenza. Gli angusti affacci dei prospetti, affrescati a quadrature, sono compensati dalla luminosità del cortile interno su cui si snoda lo scalone loggiato, in parte tamponato. Benché attualmente suddiviso in numerosi appartamenti privati, l'appartamento monumentale al piano nobile conserva due saloni affrescati. Entrambi gli ambienti presentano alle pareti un finto colonnato attribuito ai quadraturisti Enrico e Antonio Haffner, mentre un la volta del primo salone presenta Episodi di storia antica realizzati da Bernardo Castello, e la volta del secondo un affresco con Tobiolo e l'angelo attribuito a Giovanni Battista Carlone.

## Galleria d'immagini

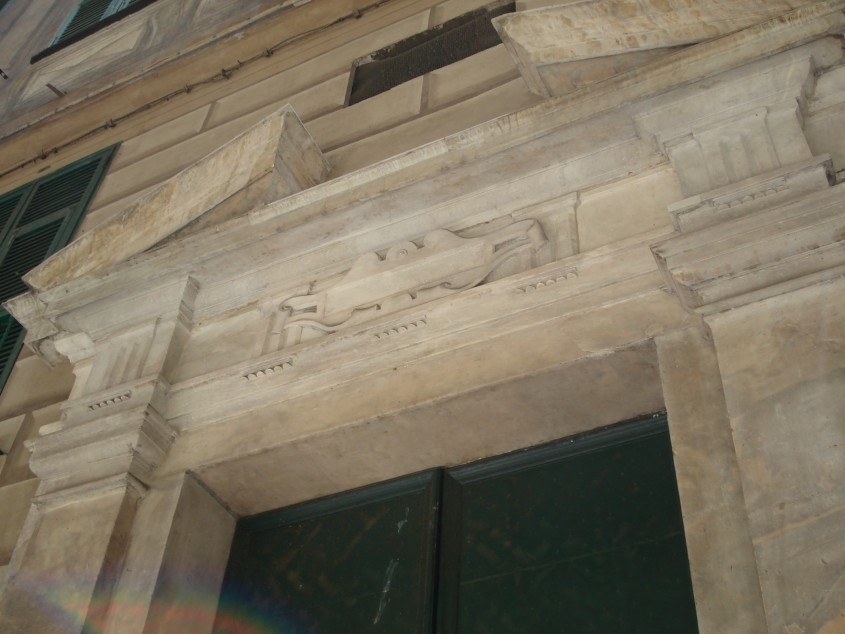
Particolare del portale